# Kruno Martinović
Kruno Martinović (1977. ili 1976.) je hrvatski glumac. Glumačku karijeru imao je samo glumeći Koka u televizijskoj seriji Operacija Barbarossa. Danas je ekonomist.

## Filmografija
- Operacija Barbarossa kao Ratko "Koko" Milić (1989.)